# Kilijske hyrlo
Kilijske hyrlo eller Kilijske arm (rumænsk: Brațul Chilia; ukrainsk: Кілійське гирло) er en sidearm til Donau. Floden er opkaldt efter de to byer som ligger ved bredden, Kilija i Ukraine i nord, og Chilia Veche i Rumænien i syd, og danner en naturlig grænse mellem de to lande.
Kilijske hyrlo er den nordligste af de tre flodarme som danner Donaudeltaet. De øvrige er Sulinaarmen og Sfântu Gheorghe (Sankt Georgarmen).
Flodarmen starter ved øen Izmajil. Ved indgangen til deltaet har Donau en middelvandføring på 6.350 m³/s og Kilijske hyrlo fører 58% af dette.